# Eldena (Greifswald)

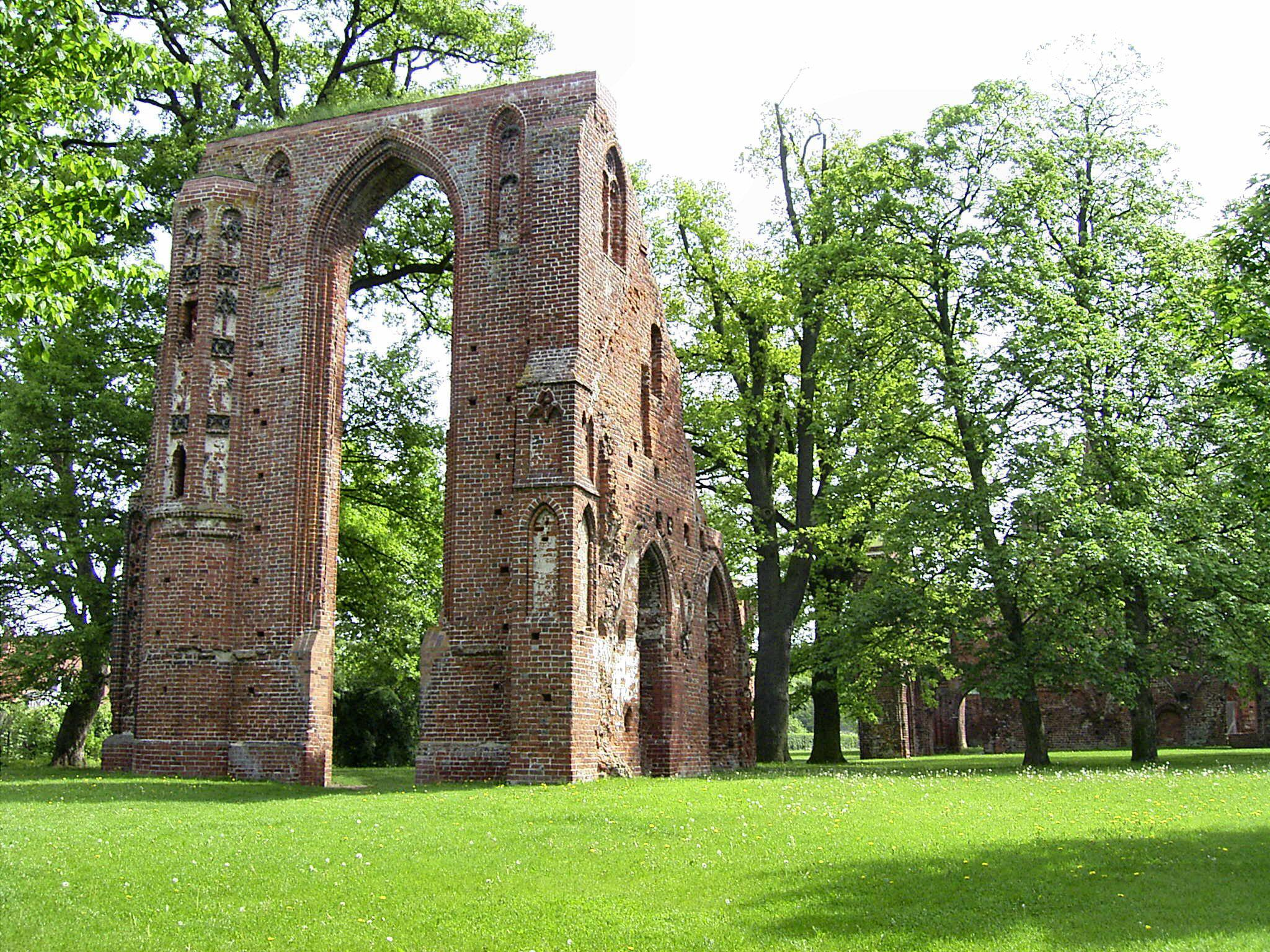
Klosterruine Eldena

Eldena ist ein Ortsteil der Hansestadt Greifswald. Der Ort geht auf das Ende des 12. Jahrhunderts gegründete Kloster Eldena (ursprünglich Hilda genannt) zurück, das von dänischen Zisterziensermönchen am Südufer der Mündung des Ryck in die Dänische Wiek errichtet wurde. Eldena ist mit einer Fläche von 675,5 Hektar der größte Stadtteil Greifswalds.

## Geschichte

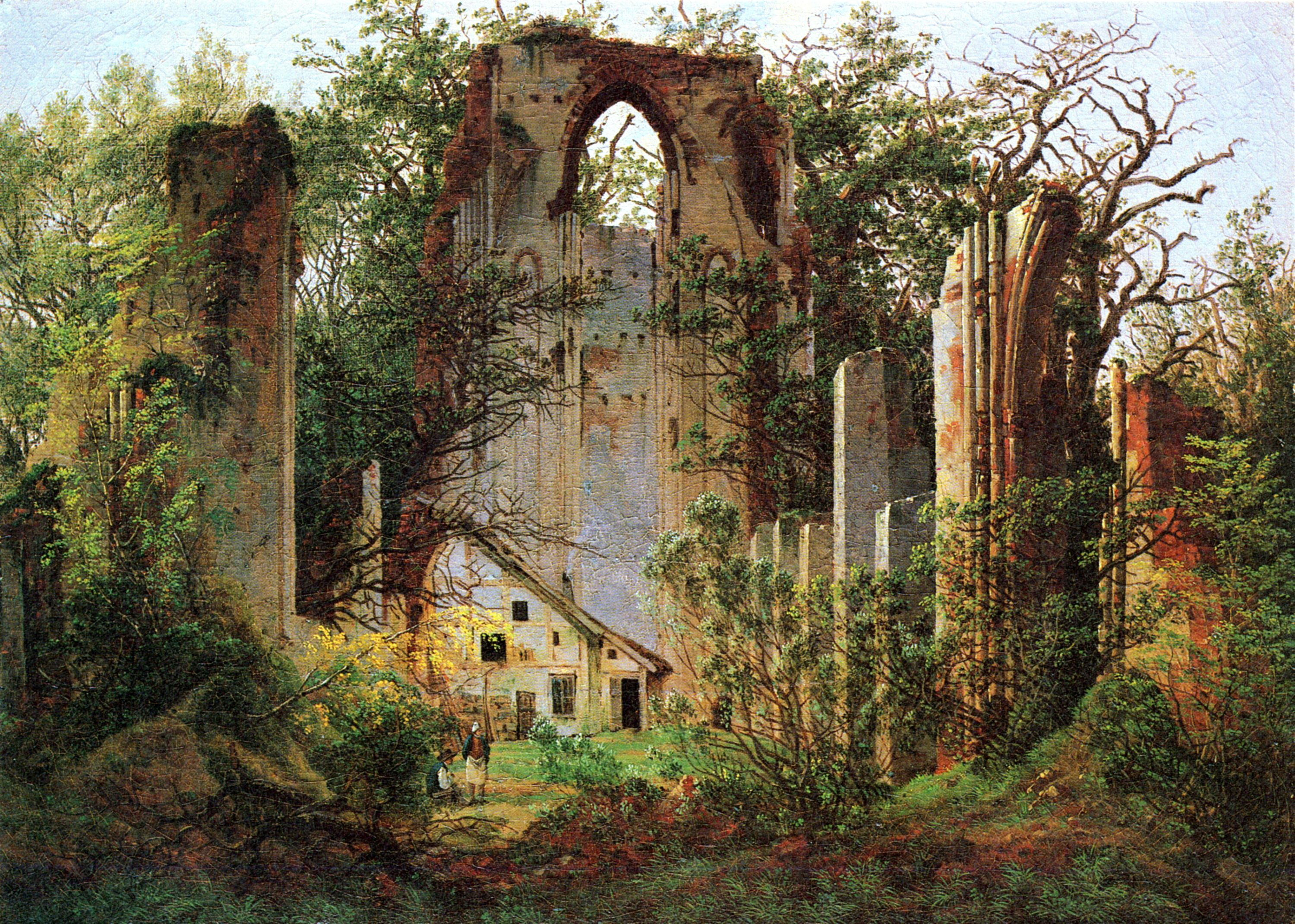
Ruine Eldena, Ölgemälde von Caspar David Friedrich (1825)

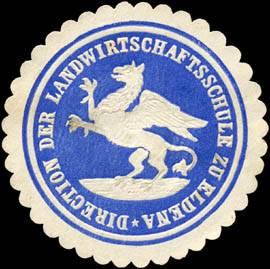
Siegelmarke, Direction der Landwirtschaftsschule zu Eldena

Außerhalb des Klosterareals gibt es mehrere archäologische Nachweise für Ansiedlungen seit der Jungsteinzeit, über die Bronze- bis zur spätslawischen Zeit, das belegt, dass das Gebiet bereits früh besiedelt war.
Eldena wurde als Hilda 1193–1199 urkundlich genannt. In der Bestätigungsurkunde von Papst Innozenz III. von 1204 wurde es „Hilda sive Ilda“ genannt. Dieser Name blieb für das Kloster noch bis 1302 in verschiedenen Schreibweisen und auch teilweise noch danach erhalten. 1302 erfolgte die erste Nennung als Eldena.
Anfangs bestand der Ort im Wesentlichen aus dem Kloster, dessen Wirtschaftshof und einer Bockwindmühle. 1248 wurde ein Vorwerk des Klosters urkundlich genannt, es war Bernardeshagen, das noch bis 1250 urkundlich auftritt, dann aber wohl wüst wurde oder in anderen Orten aufging. Es lag in Richtung Greifswald und wurde wohl mit Koitenhagen, Diedrichshagen, Schönwalde oder auch dem späteren „Abbeteswald“ in Verbindung gebracht.
Ab 1280 wird eine Grangie zum Kloster urkundlich genannt, es ist die Ansiedlung Abbeteswald (Wald des Abtes), auch andere Schreibungen sind bis 1298 bekannt. Mit Grangien sind klösterliche Außenposten gemeint, die meistens im Wald angelegt wurden, der dann gerodet und die Rodungsfläche in Bauernhöfe gewandelt wurde. Die Lage der Grangie „Abbeteswald“ ist nicht bekannt, weil sie nach 1298 wüst oder in eine andere Ortschaft des Klosterbereichs umbenannt wurde.
Nach der Säkularisation des Klosters im Jahr 1535 kamen am Weg zur Wiecker Fähre ein Gehöft und ein Krug dazu. 1634 gelangte das herzogliche Amt Eldena durch Schenkung an die Universität Greifswald. Sie verpachtete ihre neu erworbenen Ländereien.
1835 wurde in Eldena eine Königliche Staats- und landwirtschaftliche Akademie gegründet. Nachdem in den Jahren 1840/41 eine Chaussee nach Greifswald angelegt worden war, siedelten sich vor allem Akademiemitarbeiter an. 1876 wurde die Akademie aufgelöst. Weiterhin bestand eine Landwirtschaftsschule mit pomologischem Institut, die 1910 in ein neues Gebäude umzog und dort bis in die 1990er Jahre mit wechselnden Bezeichnungen – unter anderem zwischen 1946 und 1950 als Landwirtschaftliche Fakultät der Universität – der landwirtschaftlichen Berufsbildung diente.
1898 wurde Eldena an die Kleinbahnlinie Greifswald–Wolgast (KGW) angeschlossen. Die Bevölkerungszahl stieg von 462 Einwohnern im Jahr 1845 auf 733 im Jahr 1900. Die Stadt Greifswald erwarb 1937 die der Universität gehörenden Ländereien und 1939 wurde Eldena nach Greifswald eingemeindet. Am 14. April 1944 wurde Eldena von zwei Fliegerbomben getroffen, wobei jedoch – im Gegensatz zum benachbarten Stadtteil Wieck – Menschen nicht zu Schaden kamen und keine materiellen Schäden entstanden.
Nach 1950 und nach der Wende entstanden großflächige Eigenheimsiedlungen. Die Einwohnerzahl stieg seit den 1990er Jahren stärker an und erreichte im Jahr 2004 1994 Einwohner. Seit 1980 finden die Eldenaer Jazz Evenings in der Klosterruine statt, die auch für andere Open-Air-Veranstaltungen genutzt wird.

## Bierbrauerei

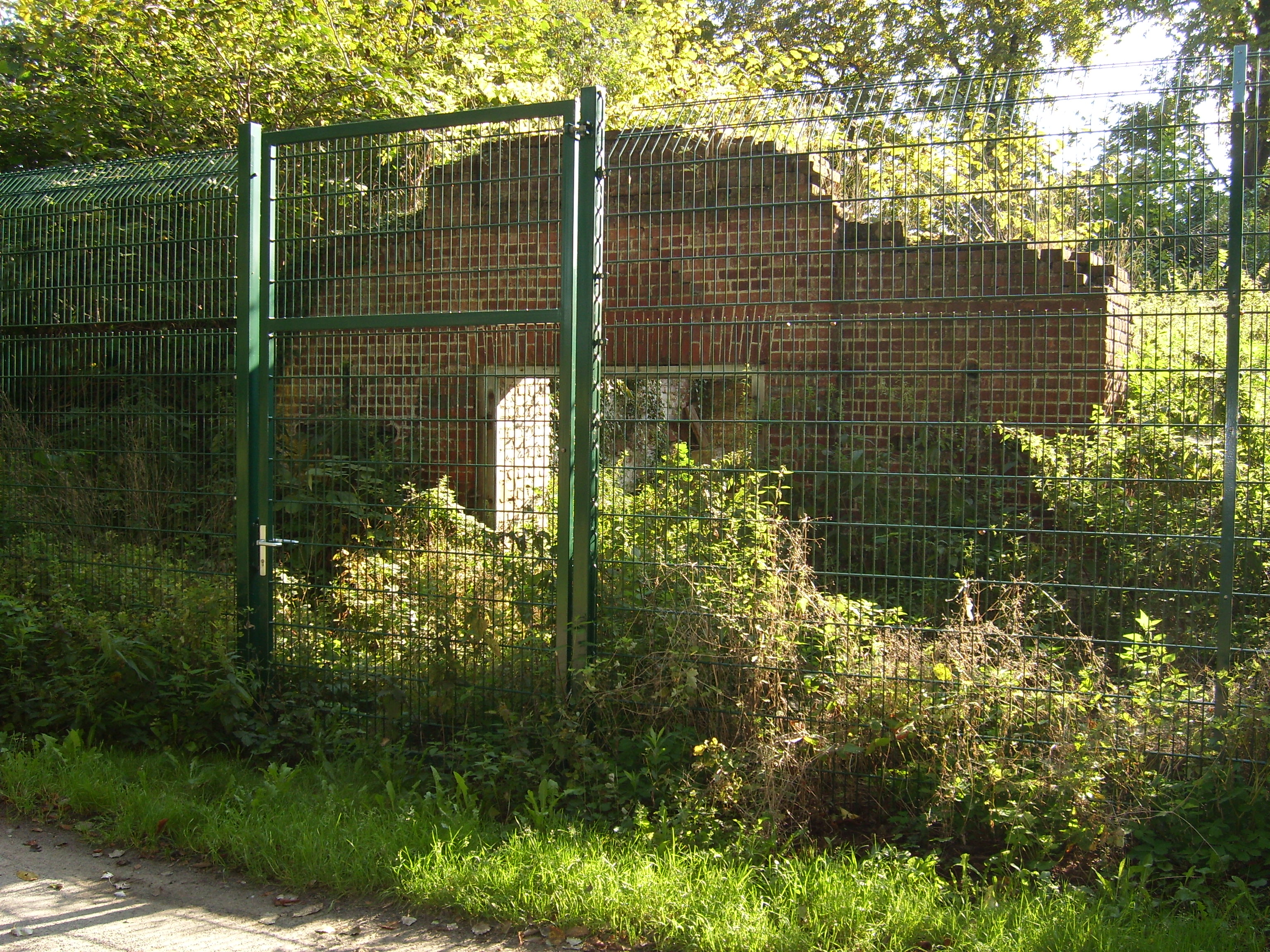
Überreste des Bierkellers (Eingang)

Zu den Wirtschaftsbetrieben Eldenas gehörte auch eine Bierbrauerei. Ursprünglich von den Mönchen betrieben, gehörte sie nach der Säkularisation der Klostergüter zunächst zum herzöglichen Amtshof Eldena. 1837 fiel die mittlerweile durch Schenkung in das Eigentum der Universität Greifswald übergegangene und verpachtete Gutsbrauerei einem großen Ortsbrand zum Opfer, wurde aber noch im selben Jahr wieder aufgebaut. Im Juni 1877 pachtete Konrad Becker die Universitätsgüter Eldena und Koitenhagen und damit auch die Brauerei, die er sogleich erheblich vergrößerte. 1932 musste die Brauerei jedoch ihren Betrieb einstellen, da sie dem Konkurrenzkampf mit der Hinrichsschen Brauerei in Greifswald nicht mehr gewachsen war.
Das zum Bierbrauen benötigte Wasser wurde zum Teil dem Koitenhäger Bach entnommen, der daher auch „Bierbach“ genannt wurde, wovon noch heute etwa der Straßenname „Am Bierbach“ in Eldena zeugt.
Von der Brauerei erhalten ist nur noch der am Boddenweg gelegene klösterliche „Bierkeller Eldena“. Er wird von prioritären Fledermausarten als Winterquartier genutzt und untersteht daher naturschutzrechtlichem Schutz. Der Bierbach ist ab kurz hinter dem Rehbruch im Naturschutzgebiet Eldena trockengelegt und fließt nur noch durch den Hohen Graben ab.

## Strandbad Eldena und Deich Eldena

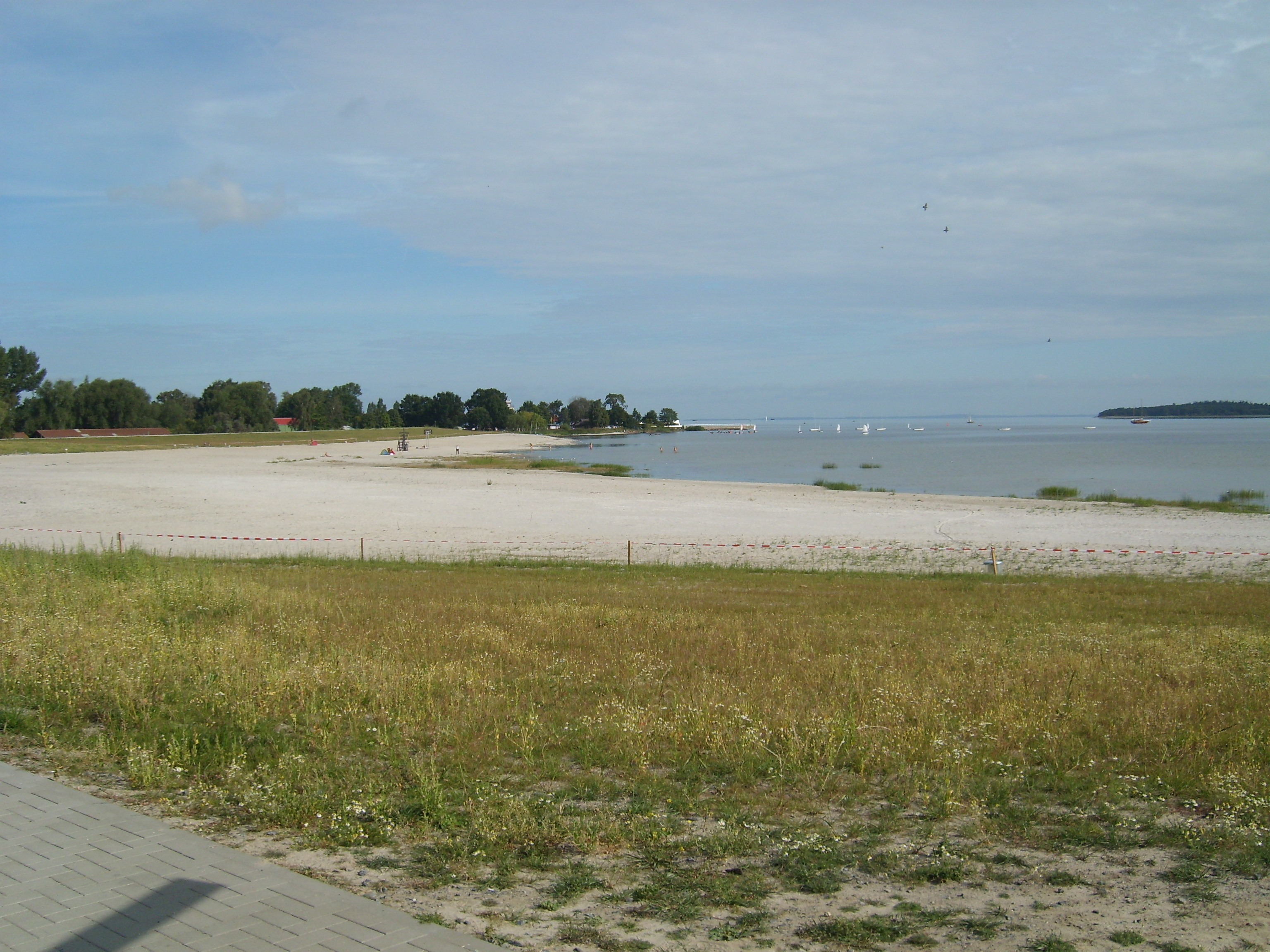
Das Strandbad im Jahr 2009 nach der Umgestaltung

Die Badeanstalt Eldena entstand Mitte des 19. Jahrhunderts und steht im Zusammenhang mit der Gründung von Seebädern an Nord- und Ostsee seit Ende des 18. Jahrhunderts. Gegen Ende des 19. Jahrhunderts gewann das Seebad Relevanz für den Fremdenverkehr. Der Eldenaer Sandstrand wurde erst durch Seesandaufspülung in den Jahren 1971/72 auf seinen heutigen Umfang erweitert. Zu DDR-Zeiten besuchten in den Sommermonaten täglich bis zu 15.000 DDR-Bürger aus der ganzen Republik das Strandbad. Seit der Wiedervereinigung und der damit einhergehenden Reisefreiheit hat die überregionale Bedeutung des Strandbades wieder stark abgenommen.
Der Strandbereich inklusive des dahinterliegenden Grünstreifens wurde im September und Oktober 2008 planiert, um einen Deich bauen zu können. Der „Deich Eldena“ ist Teil des Hochwasserschutzes Greifswald, der im Rahmen der Bund-Länder-Gemeinschaftsaufgabe „Verbesserung der Agrarstruktur und des Küstenschutzes“ zu 70 Prozent vom Bund und zu 30 Prozent vom Land Mecklenburg-Vorpommern finanziert wurde. Er ist 923 Meter lang und umfasst etwa 85.000 m³ Erdmasse. Nach dem Bau des Deiches wurde das Rycksperrwerks errichtet und der Deich Wieck umgebaut.
Die boddenseitige Deichböschung kann wieder als Liegewiese für das vorgelagerte Strandbad genutzt werden. Das Strandbad ist über zwei Eingänge (Yachtweg, von der Wiecker Seite, und Boddenweg, von der Eldenaer Seite) erreichbar. Am südlichen Eldenaer Strandabschnitt befindet sich ein ausgewiesener FKK-Bereich.
Zwischen Eldenaer Strand und Wolgaster Straße wurde im Rahmen der weiteren touristischen Erschließung Greifswalds am 1. Juli 2014 auf nicht mehr nutzbarem Gelände die Anlage Camping an der Dänischen Wieck Greifswald-Eldena eröffnet. Die fast quadratische Anlage mit einer Gesamtfläche von einem Hektar bot 50 Stellplätze für Caravans sowie eine Wiese zum Zelten, der Campingplatz steht 2017 nicht mehr für die Allgemeinheit offen.
Schon seit DDR-Zeiten besteht im Stadtteil Eldena an der Wolgaster Straße, Abzweigung Rostocker Straße, inmitten der Siedlung eine 23 m hohe Bake als Seezeichen (Leitfeuer, Sektorenfeuer) mit einer Reichweite von 10 Seemeilen für die Hafeneinfahrt Greifswald-Wieck.

## Sehenswürdigkeiten
- Ruine des Klosters Eldena mit eingemauerten Grabplatten Eldenaer Äbte sowie weiterer Persönlichkeiten (z. B. Ritter von Lepel).
- Bockwindmühle am Ortseingang aus Richtung Greifswald
- Akademiegebäude, Hainstraße 5 (Forstamt), 1834–1836 nach Plänen von C. A. Menzel errichtet
- Agrar- und Ingenieursschule (Berufsschule), Hainstraße 13, 1910 errichtet
- Wohnhaus mit klassizistischem Fassadendekor, Wolgaster Straße 14, aus der Mitte des 19. Jahrhunderts
- Grab- und Gedenkstein des deutschen Dichters jüdischer Herkunft Georg Engel im Elisenhain
- Gedenkstein für den von der SA am 2. Juli 1933 ermordeten Landarbeiter und Vorsitzenden der KPD-Ortsgruppe Eldena, Franz Wehrstedt (1899–1933), auf dem Gelände der ehemaligen Wasserwirtschaftsdirektion Küste Greifswald-Eldena am Südufer des Rycks. In dem Stein wurde folgende Inschrift eingehauen: Franz Wehrstedt, 18.6. 1899 - 2.7. 1933. Von den Faschisten ermordet

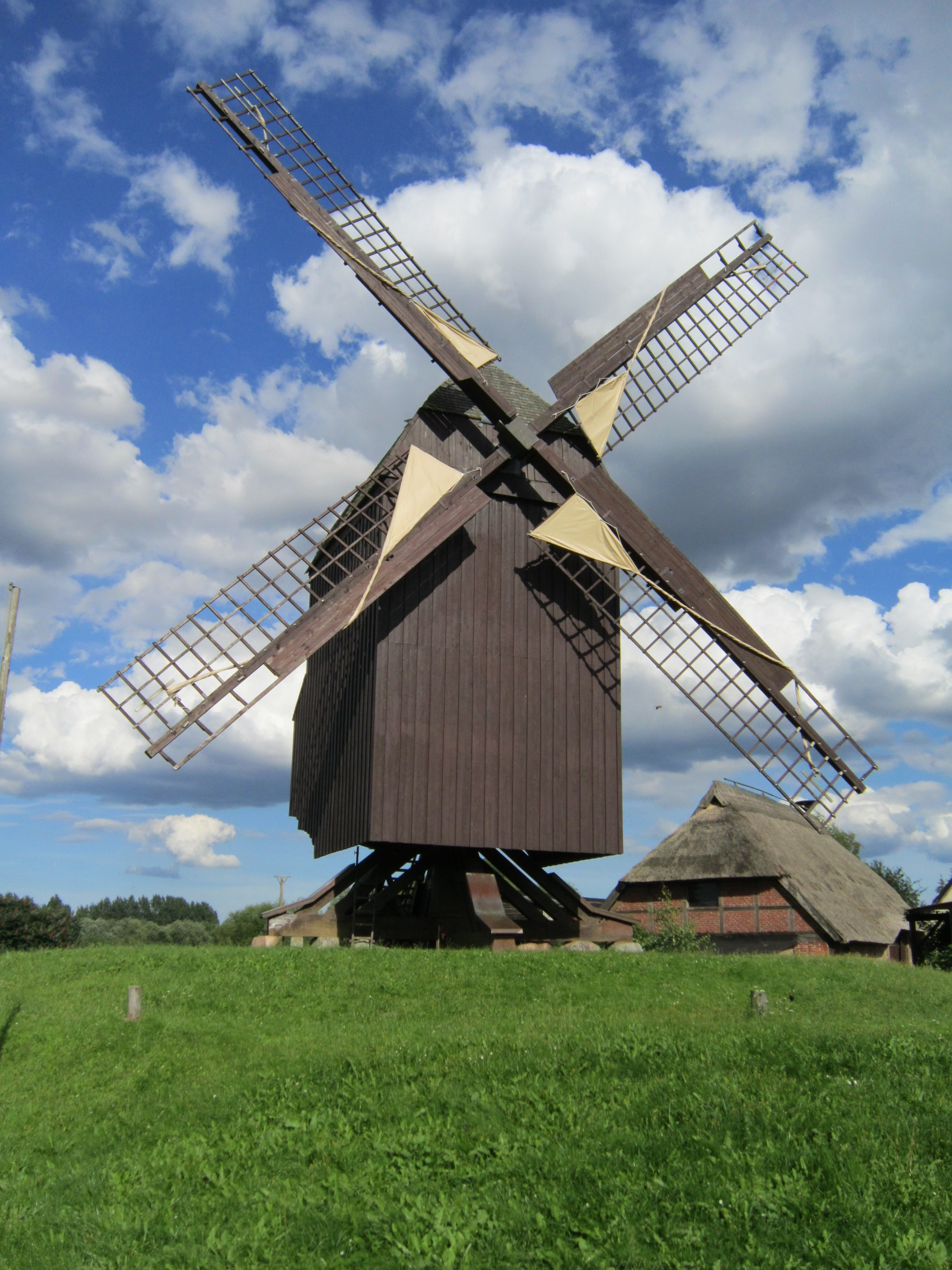
Bockwindmühle in Eldena
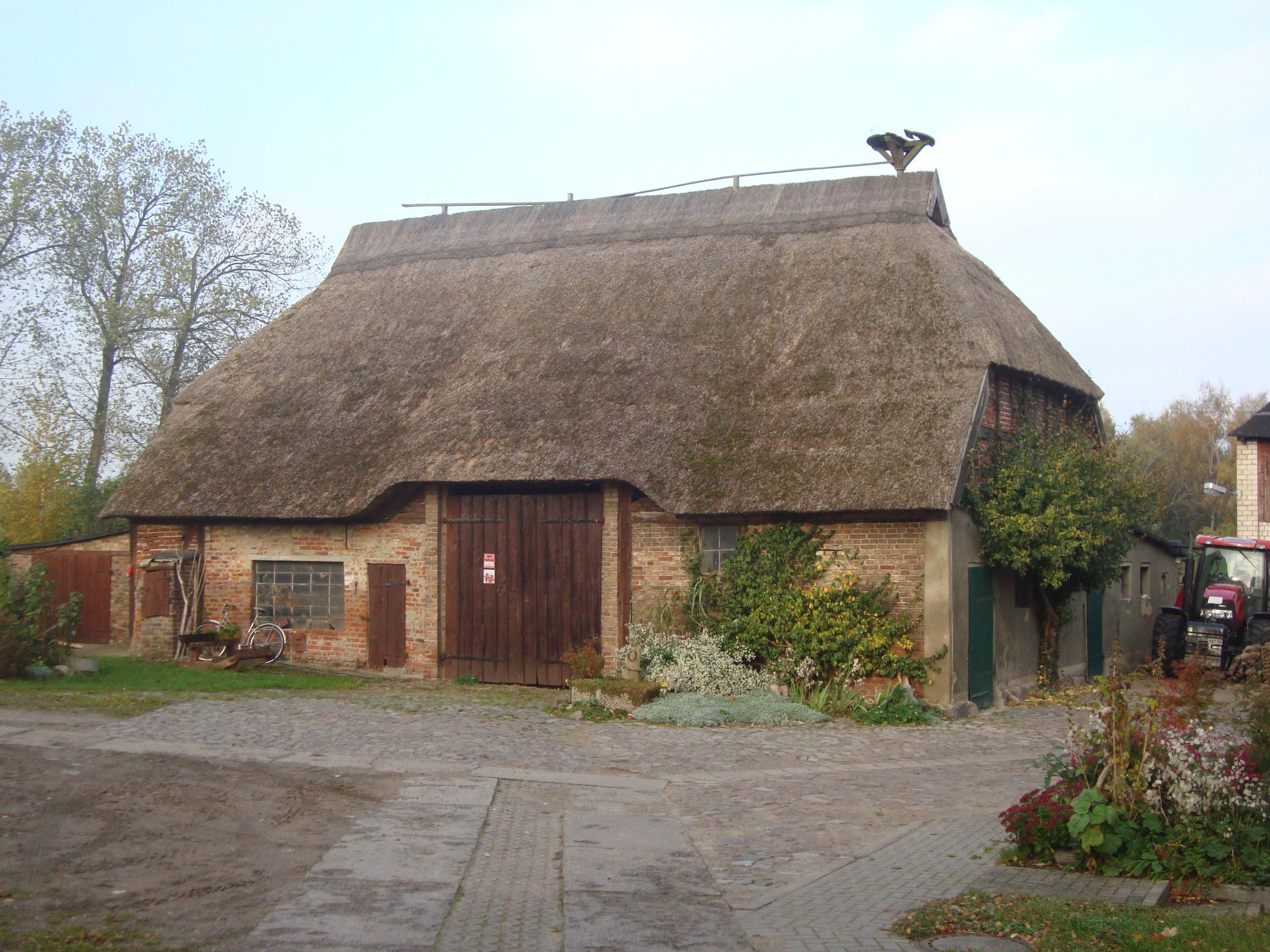
Regionaltypisches Reetdachhaus
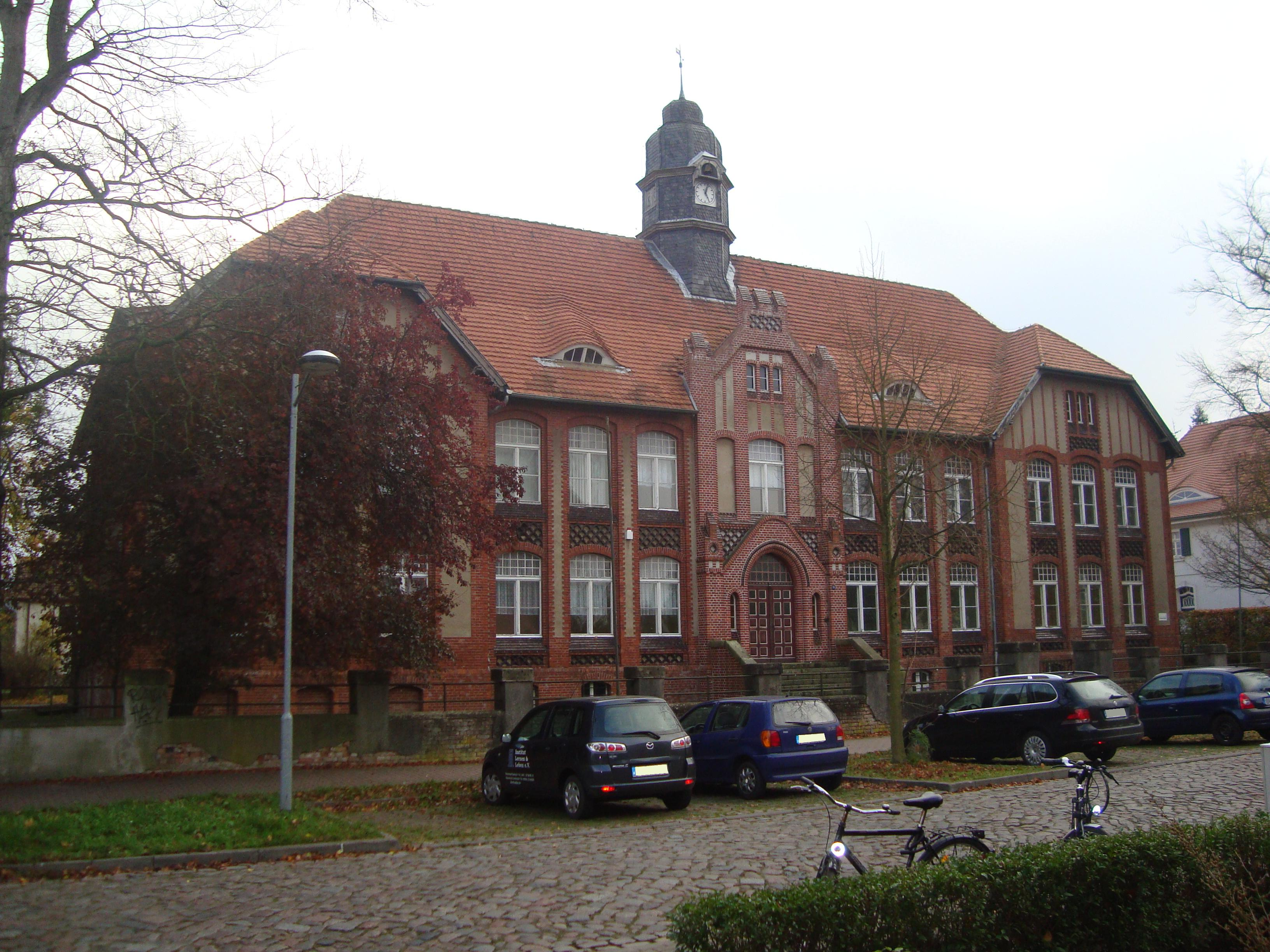
Ehemalige Landwirtschaftsschule in der Hainstraße
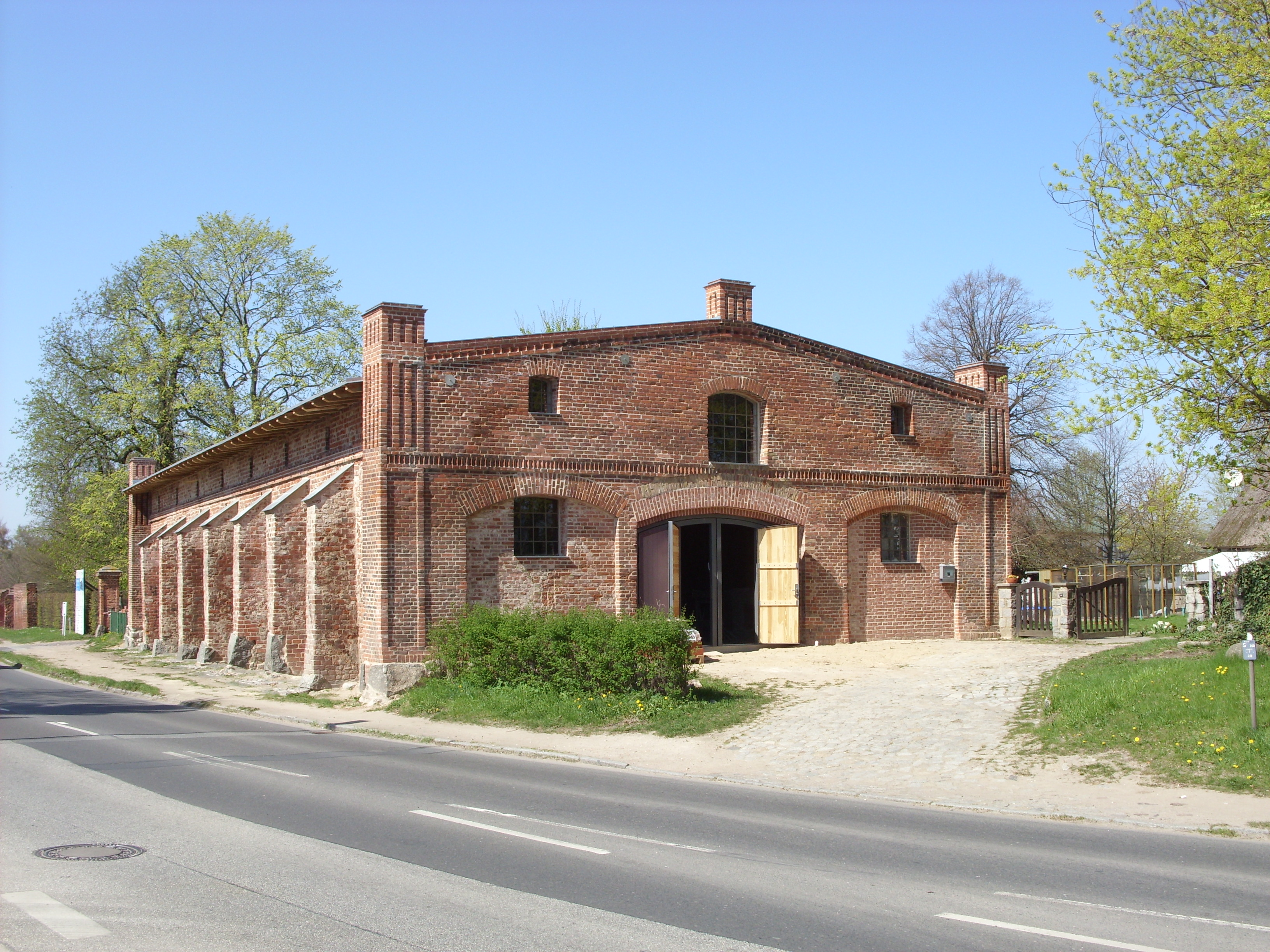
Alte Klosterscheune
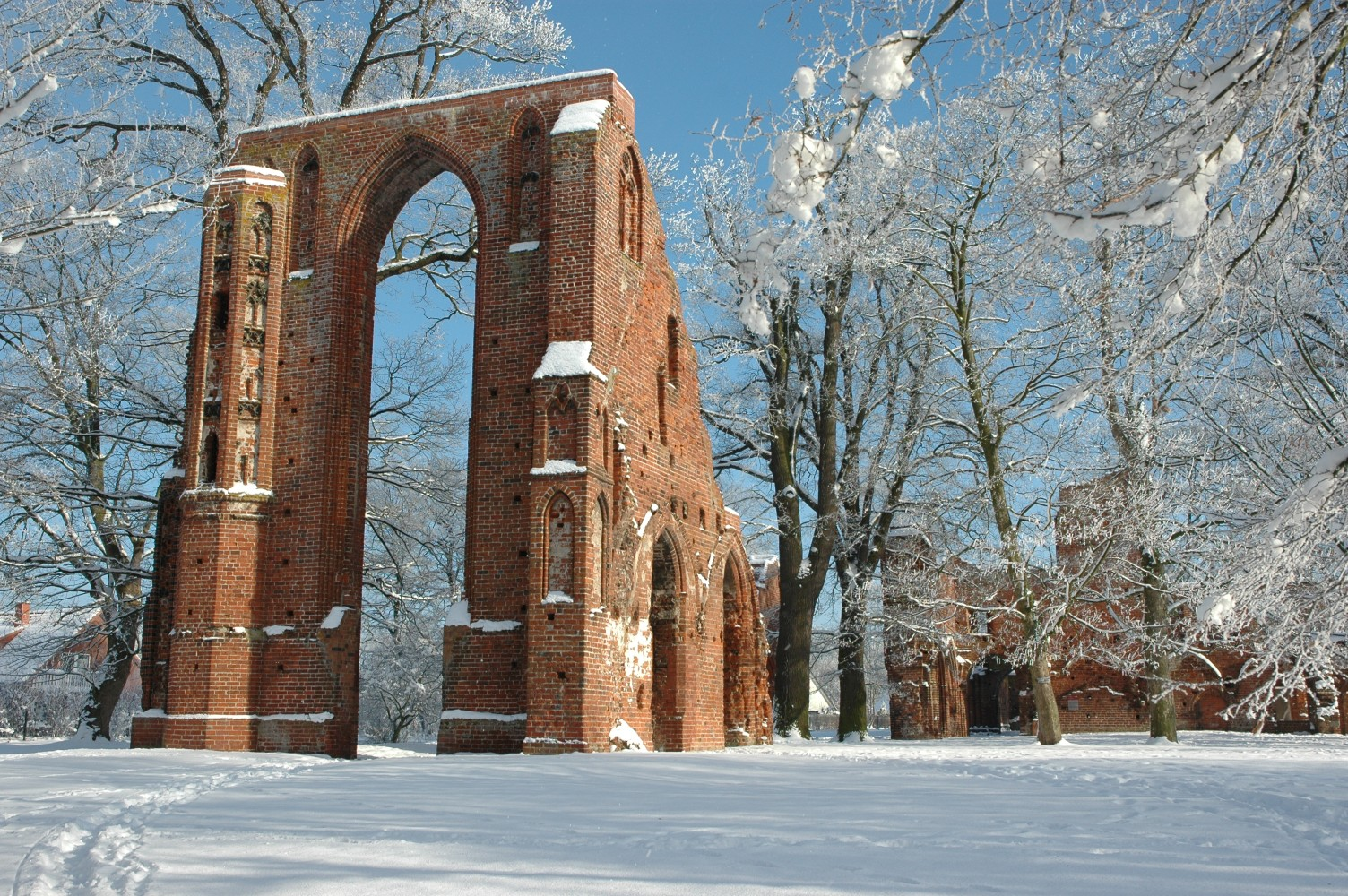
Klosterruine im Winter

## Persönlichkeiten

### Söhne und Töchter des Ortes
- Franz Eilhard Schulze (1840–1921), Zoologe und Anatom.
- Karl Ludwig Jühlke (1856–1886), Afrikaforscher
- Wilhelm Malchin (1874–1942), Landschafts- und Marinemaler

### Persönlichkeiten, die im Ort gewirkt haben
- Eduard Baumstark (1807–1889), Jurist, Ökonom, Politiker und Hochschullehrer
- Karl Dammann (1839–1914), tierärztlicher Lehrer und Schriftsteller
- Lazarus Immanuel Fuchs (1833–1902), Mathematiker, Dozent an der Landwirtschaftsakademie
- Moritz Fürstenberg (1818–1872), veterinärärztlicher Autor
- Eduard Heiden (1835–1888), Agrikulturchemiker
- Christian Eduard Langethal (1806–1878), Pflanzenbauwissenschaftler, Botaniker und Agrarhistoriker
- Carl August Peter Menzel (1794–1853), Architekt und Dozent an der Landwirtschaftsakademie
- Ferdinand Jühlke (1815–1893), Gartenbau-Lehrer
- Johann Conrad Schauer (1813–1848), Botaniker
- Hugo Emil Schober (1820–1882), Agrarwissenschaftler
- Friedrich Gottlob Schulze (1795–1860), Nationalökonom und Landwirt
- Hugo Werner (1839–1912), Agrarwissenschaftler
- Ferdinand August Glienke (1854–1937), deutscher Landschaftsmaler und Aquarellist

## Eldena als Namensgeber
- Ein Fahrgastschiff, das von 1956 bis 1991 für die Stralsunder Reederei Weiße Flotte auf den vorpommerschen Boddengewässern verkehrte, trug den Namen MS Eldena. Als heutiges Gaststättenschiff Sturmvogel liegt es im Hafen von Freest vertäut.